# Tragédie lyrique

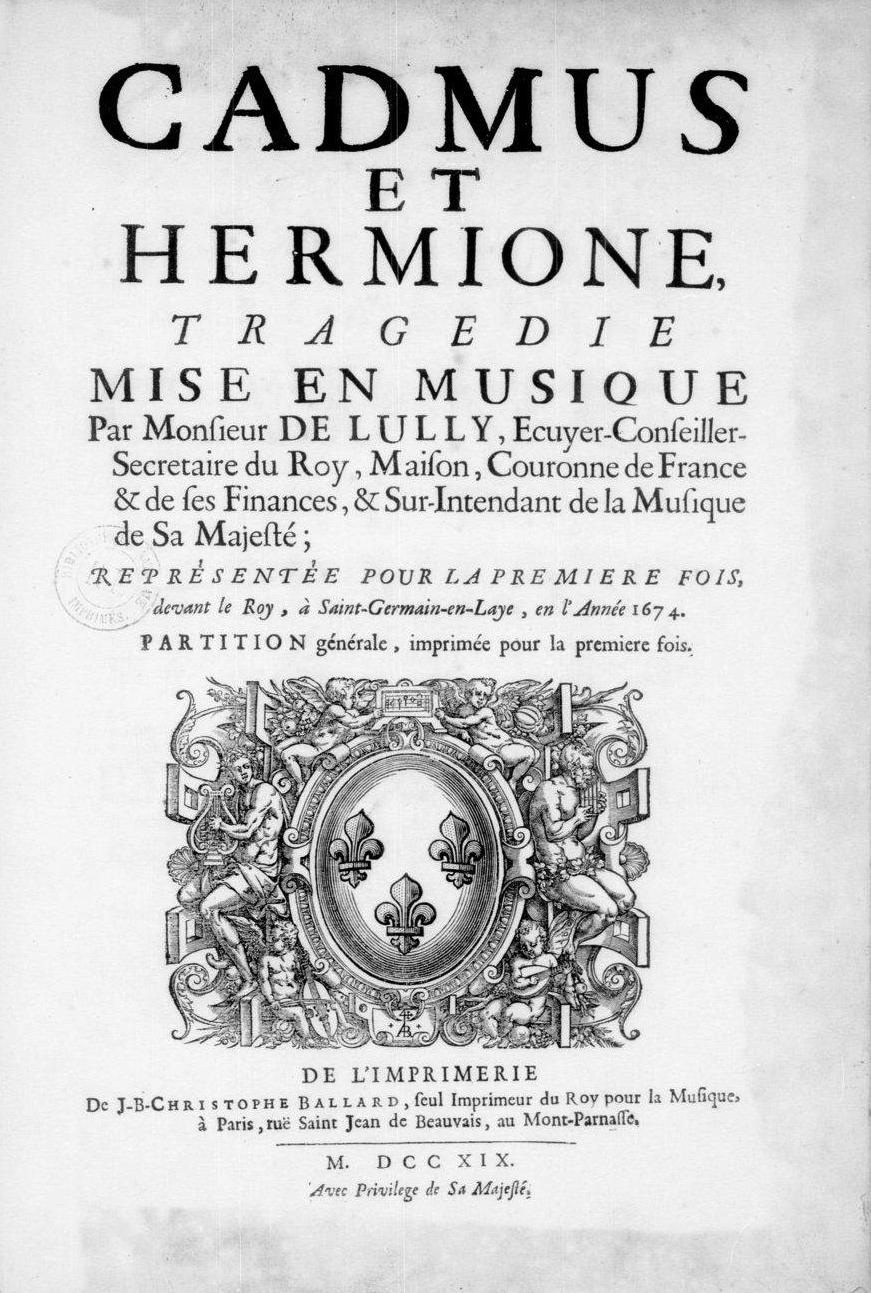
CADMUS ET HERMIONE, TRAGEDIE MISE EN MUSIQUE Par Monsieur DE LULLY, Ecuyer-Conseiller-Secretaire du Roy, Maison, Couronne de France & de ses Finances, & Sur-Intendant de la Musique de Sa Majesté; REPRÈSENTÈE POUR LA PREMIERE FOIS devant le Roy, à Saint-Germain-en-Laye, en l'Annèe 1674. PARTITION générale, imprimée pour la premiere fois. DE L'IMPRIMERIE De J. B. Christophe Ballard, seul Imprimeur du Roy pour la Musique à Paris, rue Saint Jean de Beauvais, au Mont-Parnasse. MDCCXIX. Avec Privilege de Sa Majesté.

La tragédie lyrique (appelée aussi tragédie en musique ou tragédie mise en musique) est un genre musical spécifiquement français, en usage au cours des XVIIe et XVIIIe siècles, pendant français de l'opéra baroque en cours dans le reste de l'Europe, principalement représenté sur la scène de l'Académie royale de musique de Paris, puis diffusé dans les autres grandes villes françaises et étrangères.

## Définition
Le terme d'opéra est inapproprié pour désigner ce genre dont le créateur, Jean-Baptiste Lully, a précisément voulu se démarquer de l'opéra italien alors en vogue dans le reste de l'Europe, en dépit (ou à cause ?) de ses propres origines italiennes et en raison du goût prononcé des Français pour le théâtre et la danse. La tragédie en musique est l'aboutissement d'une fusion des éléments du ballet de cour, de la pastorale, de la  « pièce à machines », de la comédie-ballet et de l'opéra-ballet. Ses créateurs — Lully et Quinault — ambitionnaient d'en faire un genre aussi prestigieux que la tragédie classique de Corneille et Racine : à l'exemple de cette dernière, la tragédie comporte cinq actes.
L'opéra italien (dramma per musica en trois actes) s'est déjà éloigné à cette époque de la déclamation chantée voulue par Monteverdi en retour imaginé à la tragédie grecque antique, et tend à mettre plus particulièrement en valeur la musique, et surtout le chant soliste (le « bel canto ») au détriment du texte lui-même ; l'aria virtuose prend le pas sur le recitativo secco quasiment parlé qui ne sert plus qu'à relier entre eux les arias, et à faire progresser l'intrigue. Alors que la tragédie lyrique est conçue comme un spectacle complet qui veut mettre sur un pied d'égalité l'ensemble de ses composantes : le texte (en vers), les décors, les costumes, la musique, la danse, les « machines », les lumières, etc.. L'opéra italien comporte ordinairement un seul chœur, courte pièce chantée en fin de spectacle par les solistes réunis pour la fin heureuse (lieta fine) ; à l'opposé, la tragédie en musique fait une très large place aux chœurs chantés par les nombreux participants secondaires : ce sont, selon Piotr Kaminski, « deux genres incompatibles ».
L'intrigue de la tragédie lyrique fait appel le plus souvent à la mythologie et à la légende (surtout gréco-latines, exploitant aussi les poèmes épiques ou autres textes de la Renaissance dans la veine du Roland furieux, de La Jérusalem délivrée, d'Amadis de Gaule , etc.), beaucoup plus rarement à l'histoire revisitée que l'opéra italien. Les amours malheureuses ou contrariées sont le fonds de commerce habituel des librettistes. Le « merveilleux » est un élément fondamental, permettant, au plus grand bénéfice du spectacle sinon de la vraisemblance, de multiplier les effets de machineries pour mettre en scène dieux et héros, monstres et phénomènes naturels (descente des cieux de Jupiter, vol de Mercure, chute de Phaéton, descente aux Enfers, tremblements de terre, etc.). Ceci la rapproche de l'opéra italien contemporain ; mais à la différence essentielle de ce dernier, l'intrigue se doit également de réserver une large place à la danse, par des scènes de fêtes et de réjouissances disposées à propos.
La tragédie lyrique comprend généralement :
- une ouverture instrumentale solennelle (Ouverture « à la française »);
- un prologue introduisant l'action par une allusion allégorique aux mérites et hauts faits du souverain : ce prologue a la même structure que les actes principaux ; il disparaît dans les dernières œuvres de Rameau ;
- cinq actes mêlant airs solistes, chœurs, récitatifs et intermèdes instrumentaux avec danses. Ceci la distingue encore de l'opéra italien, généralement en trois actes ;
- un air instrumental conclusif, chaconne ou passacaille ou plusieurs courtes danses, enchaînées l'une après l'autre.

Dans quelques œuvres, une passacaille de grandes proportions est insérée dans l'un des actes, en fonction des possibilités du livret. C'est le cas de la passacaille d'Armide (Lully), considérée en son temps comme le chef-d'œuvre du genre avec son extraordinaire succession de variations instrumentales ou chorales.
La musique vocale de la tragédie en musique diffère profondément de celle de l'opéra italien contemporain :
- importance donnée aux chœurs, constitués par les personnages secondaires ;
- relative rareté des airs de solistes, qui font la part beaucoup plus réduite à la virtuosité et aux effets : le texte doit être compris par le spectateur ;
- récitatif plus chantant.

En effet la prosodie de la langue française amène le récitatif à se distinguer du « recitativo secco » de l'opéra italien. La mélodie est plus marquée, donnant à la tragédie lyrique une certaine continuité dont on a dit qu'elle préfigure la mélodie continue de l'opéra wagnérien.
Les principaux interprètes se devaient de savoir chanter et danser.

## Principaux compositeurs
Ce genre a été pratiqué de 1673 à 1898, par de nombreux compositeurs français, entre autres, par ordre d'apparition de leur premier ouvrage :

### Jean-Baptiste Lully
Le créateur du genre, avec :
- Cadmus et Hermione (1673)
- Alceste (1674)
- Thésée (1675)
- Atys (1676)
- Isis (1677)
- Psyché (1678)
- Bellérophon (1679)
- Proserpine (1680)
- Persée (1682)
- Phaéton (1683)
- Amadis (1684)
- Roland (1685)
- Armide (1686)
- Achille et Polyxène (1687), achevée par Pascal Collasse

### Matthew Locke
- Psyche (1675)

### Henry Desmarest
- Endymion (1686, perdu)
- Didon (1693)
- Circé (1694)
- Théagène & Chariclée (1695)
- Vénus & Adonis (1697)
- Iphigénie en Tauride (1704), achevée par André Campra
- Renaud ou la suite d'Armide (1722)

### Pascal Collasse
- Achille & Polyxène, avec Jean-Baptiste Lully (1687)
- Thétis & Pelée (1689)
- Énée & Lavinie (1691)
- Astrée (1691)
- Jason ou la Toison d'or (1696)
- Canente (1700)
- Polyxène & Pyrrhus (1706)

### Marc-Antoine Charpentier
- Celse Martyr (1687)  perdu
- David et Jonathas, H.490 (1688)
- Médée, H.491 (1693)
- Philomèle (?)  (en collaboratio avec Philippe d'Orléans, perdu)
- La Descente d'Orphée aux enfers (?)  H.488
- Les amours d'Acis et de Galatée (?) H.499, livret de Jean de La Fontaine (inachevé)

### Louis Lully
- Zéphyre & Flore (1688)
- Orphée (1690)
- Alcide (1693), en collaboration avec Marin Marais

### Paolo Lorenzani
- Oronthée (1688)

### Marin Marais
- Alcide (1693), en collaboration avec Louis Lully
- Ariane & Bacchus (1696)
- Alcyone (1706)
- Sémélé (1709)

### Élisabeth Jacquet de la Guerre
- Céphale & Procris (1694)

### Jean-Claude Gillier
- Amphion (1696)

### Charles-Hubert Gervais
- Méduse (1697)
- Penthée  (vers 1703, en collaboration avec Philippe d’Orléans
- Suite d'Armide, ou Jerusalem délivrée (vers 1704), en collaboration avec Philippe d’Orléans
- Hypermnestre (1716)

### André-Cardinal Destouches
- Amadis de Grèce (1699)
- Marthésie, reine des Amazones (1699)
- Omphale (1701)
- Callirhoé (1712)
- Télémaque & Calypso (1714)
- Sémiramis (1718)

### André Campra
- Hésione (1700)
- Tancrède (1702)
- Télémaque (1704)
- Alcine (1705)
- Hippodamie (1708)
- Idoménée (1712)
- Télèphe (1713)
- Camille, Reine des Volsques (1717)
- Achille & Déidamie (1735)

### Theobaldo di Gatti
- Scylla (1701)

### François Bouvard
- Médus, roi des Mèdes (1702)
- Cassandre (1706), en collaboration avec Toussaint Bertin de la Doué

### Jean-Féry Rebel
- Ulysse (1703)

### Charles Piroye
- Jephté (1703)

### Philippe d’Orléans
- Philomèle (?), en collaboration avec Marc-Antoine Charpentier ( perdu)
- Penthée (1705), en collaboration avec Charles-Hubert Gervais
- La Suite d'Armide ou La Jérusalem délivrée (1712, en collaboration avec Charles-Hubert Gervais

### Louis de La Coste
- Philomèle (1705)
- Bradamante (1707)
- Créüse l'Athénienne (1712)
- Télégone (1725)
- Orion (1728)
- Byblis (1732)

### Toussaint Bertin de la Doué
- Cassandre (1706), en collaboration avec François Bouvard
- Diomède (1710)
- Ajax (1716)

### Jean-Baptiste Stuck
- Méléagre (1709)
- Manto la Fée (1711)
- Polydore (1720)

### Joseph-François Salomon
- Médée & Jason (1713)
- Théonoé (1715)

### Jean-Baptiste Matho
- Arion (1714)

### Jean-Joseph Mouret
- Ariane et Thésée (1717)
- Pirithoüs (1723)

### François FrancœuretFrançois Rebel
- Pyrame et Thisbé (1726)
- Tarsis & Zélie (1728)
- Scanderbeg (1735)

### Pancrace Royer
- Pyrrhus (1730)

### Michel Pignolet de Montéclair
- Jephté (1732)

### Jean-Philippe Rameau
- Hippolyte et Aricie (1733)
- Castor et Pollux (1737)
- Dardanus (1739), remaniée en 1744.
- Zoroastre (1749), remaniée en 1756.
- Les Boréades (1763), jamais représentée.
- Samson (1733), perdue.
- Linus (1751), perdue.

Rameau, s'il conserve les éléments introduits par Lully, renouvelle complètement le style musical : il est ainsi, paradoxalement, critiqué à la fois par ceux de ses contemporains qui considèrent la tragédie lyrique comme un genre dépassé, et par ceux qui lui reprochent la trop grande modernité de son langage musical. La confrontation de la tragédie lyrique avec l'opéra-bouffe sera le départ de la « querelle des Bouffons » dont il sera un des principaux protagonistes.

### Charles-Louis Mion
- Nitétis (1741)

### François Colin de Blamont
- Jupiter, Vainqueur des Titans (1745), en collaboration avec Bernard de Bury
- Il Pastor Fido  (1726), en collaboration avec Simon-Joseph Pellegrin

### Jean-Marie Leclair
- Scylla et Glaucus (1746)

### René de Galard de Béarn, Marquis de Brassac
- Héro et Léandre (1750)

### Antoine Dauvergne
- Énée & Lavinie (1758 et 1768)
- Canente (1760)
- Hercule mourant (1761)
- Polyxène (1763)
- La Mort d'Orphée (1764 ?)
- Linus (1769) avec Pierre-Montan Berton et Jean Claude Trial
- Persée (1770) , d'après Lully
- Isis (entre 1755 et 1758)
- Sémiramis (17 ?)

### Jean-Benjamin de La Borde
- Ismène & Isménias (1763)
- Thétis et Pélée (1765)
- Pandore (1767)
- Amadis de Gaule (1771)
- Adèle de Ponthieu (1772)

### Jean-Joseph Cassanéa de Mondonville
- Thésée (1765)

### François-André Danican Philidor
- Ernelinde, princesse de Norvège (1767)
- Persée (1780)
- Thémistocle (1786)

### Nicolas-Antoine Bergiron de Briou
- Pentézilée (?)

### Jean-Baptiste Cardonne
- Omphale (1769)

### Pierre Montan Berton,Antoine Dauvergne,Jean-Claude Trial
- Linus (1769)

### François-Joseph Gossec
- Sabinus (1773)
- Thésée (1782)

### Christoph Willibald Gluck
- Iphigénie en Aulide (1774)
- Iphigénie en Tauride (1779)

### Niccolò Piccinni
- Roland (1778)
- Atys (1780)
- Iphigénie en Tauride (1781)
- Adèle de Ponthieu (1781)
- Didon[2] (1783)
- Pénélope (1785)
- Clytemnestre (1787)

### Johann Christian Bach
- Amadis de Gaule (1779)

### Jean-Baptiste Moyne
- Électre (1782)
- Phèdre (1786)
- Nephté (1789)

### Antonio Sacchini
- Renaud (1783)
- Chimène (1783)
- Dardanus (1784)
- Œdipe à Colone (1786)
- Arvire et Evélina  (1788)

### Antonio Salieri
- Les Danaïdes (1784)
- Les Horaces (1786)
- Tarare (1787)

### Luigi Cherubini
- Démophon (1788)

### Christian Kalkbrenner
- Olympie (1798)

### Charles-Simon Catel
- Sémiramis (1802)

### Giovanni Paisiello
- Proserpine (1803)

### Gaspare Spontini
- La Vestale (1807)

### Jean-François Lesueur
- Le Triomphe de Trajan (1807)
- La mort d'Adam et son apothéose (1809)

### Camille Saint-Saëns
- Déjanire (version de 1898)

## Citations
Dans l'Encyclopédie, Louis de Jaucourt définit ainsi l'opéra : 
« espèce de poëme dramatique fait pour être mis en musique, & chanté sur le théâtre avec la symphonie, & toutes sortes de décorations en machines & en habits. La Bruyere dit que l'opéra doit tenir l'esprit, les oreilles & les yeux dans une espèce d'enchantement: & Saint-Evremont appelle l'opéra un chimérique assemblage de poésie & de musique, dans lequel le poëte & le musicien se donnent mutuellement la torture ».
Dictionnaire dramatique de 1776 :
« Le poète qui fait une tragédie lyrique, s'attache plus à faire illusion aux sens qu'à l'esprit ; il cherche plutôt à produire un spectacle enchanteur, qu'une action où la vraisemblance soit exactement observée. Il s'affranchit des lois rigoureuses de la tragédie ; et s'il a quelque égard à l'unité d'intérêt et d'action, il viole sans scrupule les unités de temps et de lieu, les sacrifiant aux charmes de la variété et du merveilleux. Ses héros sont plus grands que nature ; ce sont des Dieux, ou des hommes en commerce avec eux, et qui participent de leur puissance. Ils franchissent les barrières de l'Olympe ; ils pénètrent les abîmes de l'Enfer. À leur voix, la Nature s'ébranle, les Élémens obéissent, l'Univers leur est soumis. Le poète tend à retracer des sujets vastes et sublimes ; le musicien se joint à lui pour les rendre encore plus sublimes. L'un et l'autre réunissent les efforts de leur art et de leur génie pour enlever et enchanter le spectateur étonné, pour le transporter tantôt dans les palais enchantés d'Armide, tantôt dans l'Olympe, tantôt dans les Enfers, ou parmi les Ombres fortunées de l'Elysée. Mais quelque effet que produisent sur les sens l'appareil pompeux, et la diversité des décorations, le poète doit encore plus s'attacher à produire, dans les spectateurs, l'intérêt du sentiment ».

## Sort de la tragédie en musique
(août 2022).
Après Cadmus et Hermione en 1673, Lully compose une tragédie lyrique chaque année, jusqu'à sa mort (il laisse Achille et Polyxène inachevée).
Le genre a la faveur du roi et, après la disparition du Surintendant, celle de nombreux compositeurs à la fin du XVIIe siècle et au début du XVIIIe. Il reste néanmoins exclusivement français même si certains de ses composants ont trouvé écho à l'étranger — et notamment la fameuse « ouverture à la française » adoptée par Purcell, Haendel, Bach et d'autres.
La mort de Louis XIV tend à rendre le genre un peu caduc ; la Régence voit fleurir des formes plus enjouées, moins solennelles, moins empesées : opéra-ballet, pastorales, etc.
Elle est déjà surannée lorsque Rameau, génie tardif et solitaire, lui redonne du lustre alors que se prépare la confrontation avec l'opéra italien dont la Querelle des Bouffons sera la manifestation tangible. La mode est à plus de simplicité, de naturel. La qualité exceptionnelle de la musique[non neutre] composée par Rameau ne peut empêcher la tragédie lyrique de tomber en désuétude, même si son dernier ouvrage, Les Boréades, en est aux répétitions lorsque survient, en septembre 1764, la mort du grand compositeur. Ce chant du cygne ne sera finalement pas représenté et la tragédie en musique, spectacle complet et forme la plus achevée et la plus symbolique de la musique française, devient simplement un sujet d'étude pour les historiens de la musique, disparaissant du répertoire pour deux siècles sans que quiconque puisse prévoir qu'elle sorte un jour de ce purgatoire. Dans une Histoire de la musique éditée en 1969 et réimprimée en 1985, Lucien Rebatet écrit :
« Quelle est réellement la valeur musicale de cette tragédie lullyste ? Nous ne pouvons guère la juger que sur lecture, ou sur des restitutions mentales à partir des fragments connus. Elle n'a plus guère de chances de reparaître au répertoire dont elle est sortie depuis si longtemps, et on ne l'a honorée en France d'aucune édition phonographique, comme les Anglais l'ont fait pour des ouvrages de Purcell dont la représentation scénique est non moins impossible ».
A la faveur du mouvement pour la musique ancienne, depuis les années 1970, un grand nombre de ces œuvres ont été données en concert, enregistrées et même représentées dans des mises en scène à grand spectacle qui ont contribué à leur réhabilitation, voire à leur succès (Atys en particulier). Les cinq tragédies de Rameau ont été enregistrées (sur CD ou DVD) une ou plusieurs fois et toutes celles terminées par Lully l'ont été également. Il en est de même pour d'autres compositeurs (Marais, Rebel, Leclair, Charpentier, Desmarest, Mouret, Destouches, etc.)
La tragédie lyrique est une parenthèse dans l'histoire de la musique occidentale, sa notoriété n'a pas franchi les frontières. Les compositeurs français et étrangers qui se sont pliés à ses règles n'ont jamais convaincu le public qui a toujours préféré l'opéra à ce genre expressément français qui n'a pu rivaliser avec ce qui se faisait en Allemagne, en Autriche ou en Italie, pays musicaux par excellence. L'expérience de la tragédie lyrique, qui se voulait la synthèse de tous les arts, n'a toutefois pas mis fin au débat sur la suprématie de la littérature ou celle de la musique. Cette comparaison déjà évoquée par Marc-Antoine Charpentier dans son divertissement Les Plaisirs de Versailles H.480 (vers 1680), a été à nouveau le sujet principal du dernier opéra de Richard Strauss, Capriccio composé en 1942 où la question posée ne trouvait pas de réponse.